# Resolutie 351 Veiligheidsraad Verenigde Naties
Resolutie 351 van de Veiligheidsraad van de Verenigde Naties werd unaniem aangenomen op 10 juni 1974, en beval Bangladesh aan voor VN-lidmaatschap.

## Achtergrond
Bij de onafhankelijkheid van India en Pakistan in 1947, kwam West-Bengalen als staat bij India en Oost-Bengalen als provincie bij Pakistan. In 1955 werd Oost-Bengalen hernoemd tot Oost-Pakistan. Op 16 december 1971 werd Bangladesh onafhankelijk.

## Inhoud
De Veiligheidsraad had de aanvraag van de volksrepubliek Bangladesh bestudeerd, en beval de Algemene Vergadering aan om Bangladesh toe te laten als VN-lidstaat.

## Verwante resoluties
- Resolutie 335 Veiligheidsraad Verenigde Naties (Bondsrepubliek Duitsland en Duitse Democratische Republiek)
- Resolutie 336 Veiligheidsraad Verenigde Naties (Bahama's)
- Resolutie 352 Veiligheidsraad Verenigde Naties (Grenada)
- Resolutie 356 Veiligheidsraad Verenigde Naties (Guinee-Bissau)

Lijst ·  345 ·  346 ·  347 ·  348 ·  349 ·  350 ·  351 ·  352 ·  353 ·  354 ·  355 ·  356 ·  357 ·  358 ·  359 ·  360 ·  361 ·  362 ·  363 ·  364 ·  365 ·  366